# Scooby Doo 2 – Monstren är lösa
Scooby Doo 2 – Monstren är lösa är en amerikansk/kanadensisk familjekomedi från 2004.

## Om filmen
Scooby Doo 2 – Monstren är lösa är en fortsättning på Scooby Doo (2002). Den regisserades av Raja Gosnell, som också regisserade den första filmen, och var skriven av James Gunn, som också skrev Scooby-Doo. Den gavs ut den 26 mars, 2004. Meteor Studios skapade filmens många datoranimationer.
Tagline:
- They came. They saw. They ran.

## Rollista
| Skådespelare                         | Svenska röster            | Roll                    |
| ------------------------------------ | ------------------------- | ----------------------- |
| Freddie Prinze Jr.                   | Peter Sjöquist            | Fred Jones              |
| Sarah Michelle Gellar                | Sharon Dyall              | Daphne Blake            |
| Matthew Lillard                      | Bobo Eriksson             | Shaggy Rogers           |
| Linda Cardellini                     | Jennie Jahns              | Velma Dinkley           |
| Neil Fanning (röst)                  | Stefan Frelander          | Scooby-Doo              |
| Seth Green                           | Jonas Malmsjö             | Patrick Wisely          |
| Peter Boyle                          | Gunnar Ernblad            | Jeremiah Wickles        |
| Tim Blake Nelson                     | Andreas Rothlin Svensson  | Dr. Jonathan Jacobo     |
| Alicia Silverstone                   | Annika Rynger             | Heather Jasper-Howe     |
| Scott McNeil                         | Torsten Wahlund           | Den maskerade gestalten |
| Kevin Durand / Bob Papenbrook (röst) | Adam Fietz                | Svarte riddar-spöket    |
| Stephen E. Miller                    |                           | C.L. Magnus             |
| Karin Konoval                        | Anna Rothlin              | Aggie Wilkins           |
| Zahf Paroo                           | Nick Atkinson             | Ned                     |
| Michael J. Sorich (röst)             | Per "Ruskträsk" Johansson | Tjärmonstret            |
| C. Ernst Harth                       | Gunnar Ernblad            | Gruvliga gruvarbetaren  |
| Christopher R. Sumpton               |                           | Z-zombien               |
| Ruben Studdard                       |                           | Sig själv               |

## Soundtrack
| Nr  | Titel                                    | Artist/Band                 |
| --- | ---------------------------------------- | --------------------------- |
| 1.  | "Don't Wanna Think About You"            | Simple Plan                 |
| 2.  | "You Get What You Give"                  | New Radicals                |
| 3.  | "Boom Shack-A-Lack"                      | Apache Indian               |
| 4.  | "We Wanna Thank You (The Things You Do)" | Big Brovaz (UK bonus track) |
| 5.  | "The Rockafeller Skank"                  | Fatboy Slim                 |
| 6.  | "Wooly Bully"                            | Bad Manners                 |
| 7.  | "Shining Star"                           | Ruben Studdard              |
| 8.  | "Flagpole Sitta"                         | Harvey Danger               |
| 9.  | "Get Ready For This"                     | 2 Unlimited                 |
| 10. | "Play That Funky Music "                 | Wild Cherry                 |
| 11. | "Here We Go"                             | Bowling for Soup            |
| 12. | "Love Shack"                             | The B-52’s                  |
| 13. | "Friends Forever"                        | Puffy AmiYumi               |